# Corixogryllus abbreviatus
Corixogryllus abbreviatus är en insektsart som beskrevs av Bolívar, I. 1900. Corixogryllus abbreviatus ingår i släktet Corixogryllus och familjen syrsor. Inga underarter finns listade i Catalogue of Life.